# Eremobelba porcella
Eremobelba porcella är en kvalsterart som beskrevs av Sandór Mahunka 200. Eremobelba porcella ingår i släktet Eremobelba och familjen Eremobelbidae. Inga underarter finns listade i Catalogue of Life.